# علي العوضي
الشيخ علي العوضي (1929 - 13 مايو 2015) تاجر بحريني إشتهر بسبب أنه طاف حول الكعبة المشرفة سباحة حينما كان صبياً في وقت السيل الذي أجتاح مكة المكرمة والحرم المكي في عام 1941 وسمى ذلك العام بعام السيل.

## الحادثة
يقول الشيخ علي العوضي في إحدى مقابلاته التلفزيونية «كان عمري وقتها 12 عاماً، وكان والدي أرسلني أنا وأخي إلى مكة المكرمة للدراسة في المرحلة الثانوية، وكان الجو في أحد الأيام عاصفاً، والأمطار الغزيرة لا تتوقف، واستمرت لأسبوع متواصل، والكل تحدث عن سيول جارفة».
ويضيف وفقا لما جاء في صحيفة الحياة «خرجنا أنا والمرحوم أخي محمد حنيف، وبعض الزملاء إلى الحرم المكي بعد أن سمعنا بأن المياه تغطيه، وذهلنا حين وصلنا ووجدنا المياه تغطي الحجر الأسود، وكان مشهداً مهيباً لا نكاد نرى الأرض من كمية المياه، والرغوة تمنعني من الوقوف وهذا ما اضطرني للسباحة، إلى أن وصلت إلى الكعبة المشرفة».
لم يكن الشيخ العوضي البطل الوحيد لقصة هذه الصورة، والتي تُظهر شخصين تخط رجلاهما في الماء بعد أن أسندا ظهريهما إلى باب الكعبة، يقول «هذان الشخصان هما أخي محمد حنيف، وصديقه إسماعيل ثابت، وهذا دليل على صدق ما أقول لأن هناك مشككين بروايتي، وحين أسرد عليهم التفاصيل الدقيقة، يبدأ الشك يتبدد من أذهانهم ويبدأ سيل الأسئلة».
لم يكن العوضي يعلم بوجود كاميرا أوقفت الحياة في تلك اللحظة، ولم يكتشف وجودها إلا قبل 23 عاماً، حين قرر ابنه عبد المجيد وزوجته التوجه للحج، يقول «كنت أتحدث مع عائلتي وأصدقائي عن معاناتنا في ذلك الوقت، وكانوا يشكون من كمية المياه التي وصفتها لهم، وأنها تراوح بين خمسة و ستة أقدام، حتى وقعت عينا ولدي على هذه الصورة ولم يكن يعلم أن الطفل الذي يسبح فيها هو أنا، وأن أحد الشخصين الجالسين على باب الكعبة هو عمه».
ويوضح «أحضر ولدي معه نسخة من تلك الصورة ليؤكد ما قد حدّثتهم عنه من سيول، ووجد فيها جميع التفاصيل التي سردتها له من قبل، وعثر عليها داخل كتاب توثيقي عن مكة المكرمة، فشك أن الطفل الذي يسبح هو أنا وأراد أن يتأكد».
بكى الشيخ العوضي قبل أن يطبع قبلة كبيرة على الصورة التي أرجعته لعقود من الزمن، ويقول «في البداية ذهلت وبكيت بعد أن أكرمني الله بهذه الذكرى الرائعة»، وعن ملتقط الصورة يقول «لم أعرفه وأصلاً لم أكن أدري بأن هناك كاميرا كانت تصور هذه الأحداث، وفي تلك اللحظة كنت أنظر إلى الشرطي الذي كان يحاول منعي من السباحة، حتى إنني قلت له إن الشخصين الجالسين على باب الكعبة لا يجيدان السباحة ويحتاجان للمساعدة» (قالها ضاحكاً).
كان الشرطي يحمل بندقية لا تحوي طلقات نارية، وعلى رغم أن الشيخ العوضي يعلم مسبقاً بذلك، إلا أن الخوف تسلل إلى قلبه في تلك اللحظة، ويؤكد «على رغم سعادتي الغامرة بإتمامي الطواف سباحة، إلا إنني لا أنسى أدق تفاصيل ذلك اليوم التاريخي، ومن حسن حظنا أننا نحن في البحرين نعد سباحين ماهرين وهذا ما ساعدنا على الطواف بهذه الطريقة، لكن أحد المرافقين لنا وهو أستاذنا عبد الرؤوف من تونس لا يجيد السباحة».
نزل الجميع في المياه، وفوجؤوا برجل أمن يمنعهم من الاستمرار ويطلب منا الخروج حالاً، وحاول الجميع ثنيه عن قرار منعهم، وحجته في ذلك أنه خائف من أن يتعرض جزء من الحجر الأسود للسرقة بعد أن غمرته المياه، «لكنني أتممت الطواف سباحة وهذا إنجاز لا يمكن وصفه» بحسب الشيخ العوضي.
تمثل الصورة التاريخية بالنسبة الشيخ العوضي إرثاً عائلياً مهماً، أدخلته عالم الشهرة وأصبح معروفاً ومرتبطاً بسيول مكة، ويحب الكثيرون سماع قصته كلما التقوا به، لينقلهم إلى تلك الحقبة بمخيلة طفل لم يتجاوز الـ 12 من عمره، إلا أن رائحة المكان وبرودة الماء وعمقه، والأجواء المتوترة لا تزال تمر أمام عينيه وكأنها تحدث الآن.

## وفاته
توفي الشيخ علي العوضي في البحرين يوم الأربعاء 13 مايو 2015 عن عمر ناهز 86 عاماً بحسب ما أعلنت وكالة الأنباء البحرينية.

## روابط خارجية
- قصة العم علي العوضي الذي طاف حول الكعبة سباحة